# Power pop
Power pop – gatunek muzyczny, wywodzący się z amerykańskiego i brytyjskiego popu i rocka lat sześćdziesiątych.
Charakteryzuje się chwytliwą melodyką i harmoniką (opracowaną wokalnie) oraz oszczędnymi aranżacjami.